# Summer Wars
Summer Wars (japanska: サマーウォーズ?, Samā Wōzu) är en japansk animerad science fiction-film från 2009. Den regisserades av Mamoru Hosoda och animerades på studion Madhouse.

## Handling
Filmen berättar historien om Kenji Koiso, en blyg gymnasieelev som är duktig på matematik. Han får följa med sin klasskamrat Natsuki Shinohara (hon går en årskurs över honom) när hon ska fira sin gammelfarmors 90-årsdag. Hon vill ha en pojkvän att visa upp på släktsammankomsten och lyckas övertala Kenji till att ta den rollen. Väl där blir Kenji falskeligen beskylld för att hacka sin in i ett virtuellt privat nätverk, i rollen som den sadistiske cyberorganismen "Love Machine". Kenji måste åtgärda allt som "Love Machine" ställt till med och försöka få stopp på dess härjningar. Japans hela ekonomi och mer därtill står på spel.

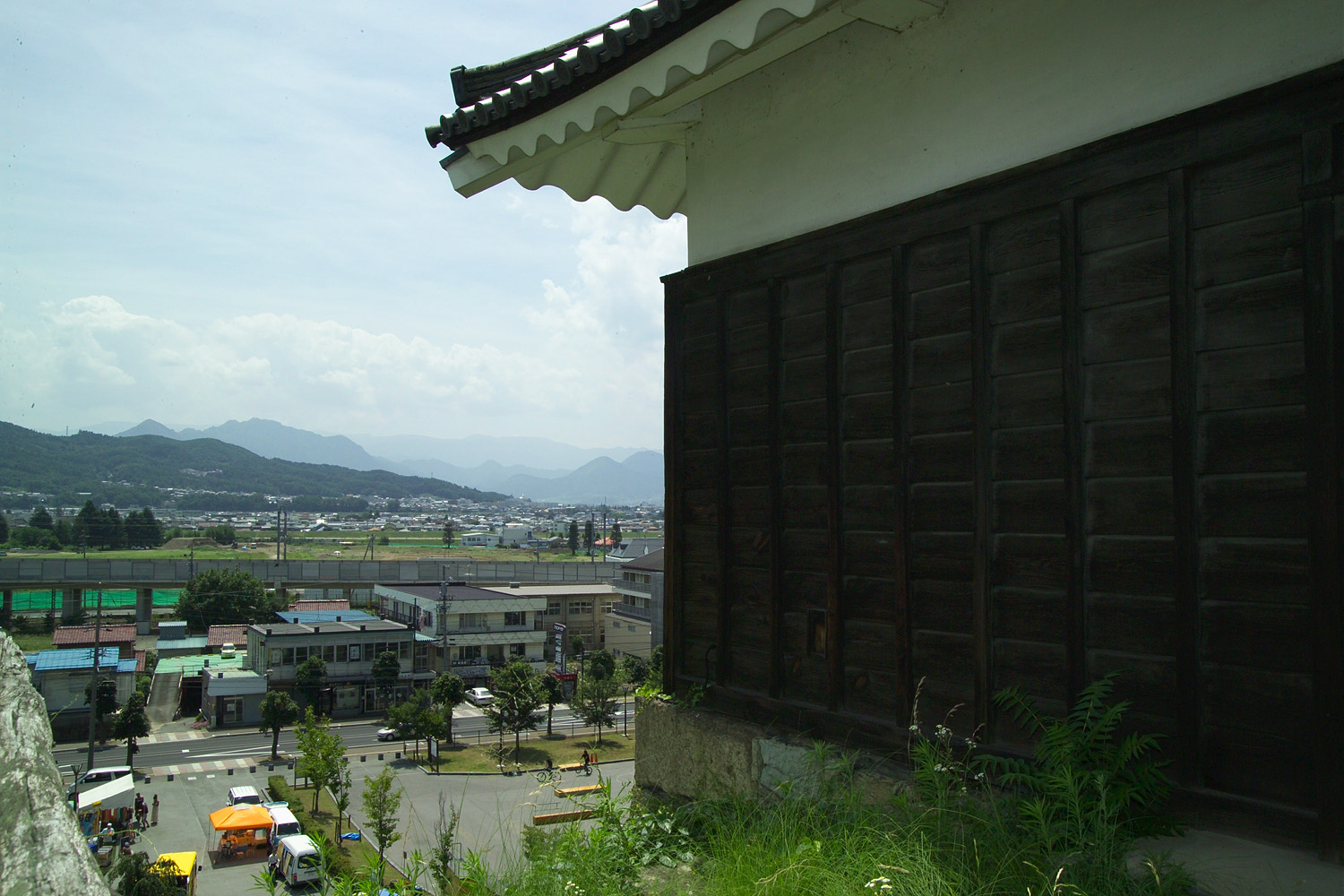
Staden Ueda, sett från Ueda slott. I staden utspelas större delen av filmens handling.

## Bakgrund och produktion
Efter att ha producerat Hosodas föregående film, 2006 års Toki o kakeru shōjo, fick studion Madhouse också uppdraget att ta hand om hans nästa projekt. Hosoda och manusmedarbetaren Satoko Okudera skrev ihop ett koncept om ett socialt nätverk och en främling som blir inblandad i en släkts förehavanden. Den verkliga staden Ueda valdes som miljö, eftersom den en gång i tiden var del av Sanada-klanens domäner och dessutom låg nära Hosodas egen födelseort Toyama. Hosoda använde klanen som utgångspunkt för berättelsen om den stora släken Jinnouchi, efter att han själv besökt sin dåvarande flickväns hem i Ueda. Filmens handling är snarlik den i Hosodas Digimon: The Movie, vilket Hosoda själv varit ärlig med. 
Filmproduktionen påbörjades under 2006. Scenografen ("art director") Yōji Takeshige använde sig av japanska hus som bakgrundsmiljöer i sina scenbyggen. Hosoda insisterade också på att filmen skulle beskriva 80 (!) olika medlemmar av släkten. Projektet offentliggjordes vid 2008 års Tokyo International Anime Fair, och den första filmtrailern hade premiär april 2009. Publikintresset drevs mestadels på genom prat bland animefans och via reklam på Internet. En mangaversion av filmen, skriven av Iqura Sugimoto, började publiceras i juli samma år.
Summer Wars hade japansk biopremiär 1 augusti 2009. Den inkasserade över motsvarande 1 miljon US-dollar under sin öppningshelg, då den visades i 127 biosalonger och placerade sig som nummer 7 på topplistan över de mest sedda biofilmerna. Filmen fick ett välvilligt mottagande både hos kritiker och biobesökare, och internationellt såldes totalt biobiljetter för över motsvarande 18 miljoner US-dollar. Den vann filmpris som Japanska filmakademins bästa animerade film 2009 och 2010 års stora animationspris vid Japan Media Arts-festivalen. Summer Wars var nomerad till 2009 års "Golden Leopard" vid Locarnofestivalen.